# Škoda 36BB
Škoda 36BB (nazwa handlowa E’City 12, wariant wodorowy H’City 12) – niskopodłogowy autobus elektryczny czeskiej firmy Škoda Electric, produkowany od 2021 r. na nadwoziu tureckiego producenta Temsa (platforma autobusu elektrycznego Temsa Avenue Electron). Na tej samej bazie powstał też trolejbus Škoda 36Tr.

## Konstrukcja
Škoda 36BB to dwuosiowy, trzydrzwiowy autobus elektryczny o długości 12 m. Posiada nadwozie niskopodłogowe tureckiej firmy Temsa. Silnik elektryczny ma moc wyjściową 160 kW.
Tę samą platformę wykorzystano do stworzenia autobusu elektrycznego z napędem wodorowym, znanego również jako 36BB. Pojazd wyposażony jest w asynchroniczny silnik elektryczny o mocy 160 kW (na życzenie silnik synchroniczny z magnesami trwałymi), który jest zasilany przez chłodzone cieczą, umieszczone na dachu ogniwa paliwowe o maksymalnej mocy 72 kW oraz baterie o pojemności 22,9 kWh. Baterie są ładowane z ogniwa paliwowego, poprzez odzysk energii hamowania lub poprzez ładowanie zewnętrzne. Na dachu pojazdu znajduje się również pięć butli z wodorem, które łącznie mogą pomieścić 39 kg wodoru pod ciśnieniem 350 barów.

## Produkcja i eksploatacja

### Autobus elektryczny
Na przełomie lat 2021 i 2022 Škoda Electric dostarczyła autobusy elektryczne 36BB Dopravnímu podnikowi hl. m. Prahy. We wrześniu 2021 pierwszy autobus rozpoczął jazdy próbne bez pasażerów w Pilźnie, a jego oficjalna prezentacja miała miejsce w listopadzie na targach Czechbus w Pradze. 17 stycznia 2022 r. autobus rozpoczął eksploatację liniową w Pradze. Pozostałych 13 autobusów odebrano w lutym. Jednak już w pierwszych miesiącach eksploatacji autobusy 36BB borykały się z szeregiem problemów mechanicznych, a po sześciu miesiącach ich średnia dostępność na trzech wyznaczonych trasach wyniosła zaledwie 20%. Spośród 14 dostarczonych autobusów, średnio codziennie kursowały tylko trzy. W pierwszym roku eksploatacji średnia dzienna liczba wysyłanych pojazdów wyniosła zaledwie 31,57% (czyli 4,42 pojazdu na 14). Ze względu na niewystarczającą niezawodność eksploatacyjną i występowanie powtarzających się usterek, w grudniu 2023 r. Dopravní podnik wycofał z eksploatacji wszystkie pojazdy, a producent w ramach procedury reklamacyjnej przystąpił do natychmiastowej naprawy wszystkich egzemplarzy. W maju 2024 autobusy zaczęły wracać z naprawy gwarancyjnej, a pierwsze z nich powróciły do eksploatacji 20 czerwca 2024 r. W ciągu pierwszych dwóch miesięcy 2025 r. średnia dzienna liczba ekspediowanych pojazdów wzrosła do 78,98% (tj. 11,06 pojazdów z 14).
W sierpniu 2022 r. Škoda Electric wygrała przetarg na dostarczenie do 80 pojazdów z funkcją wolnego (nocnego) ładowania dla budapeszteńskiego przewoźnika.

### Autobus wodorowy

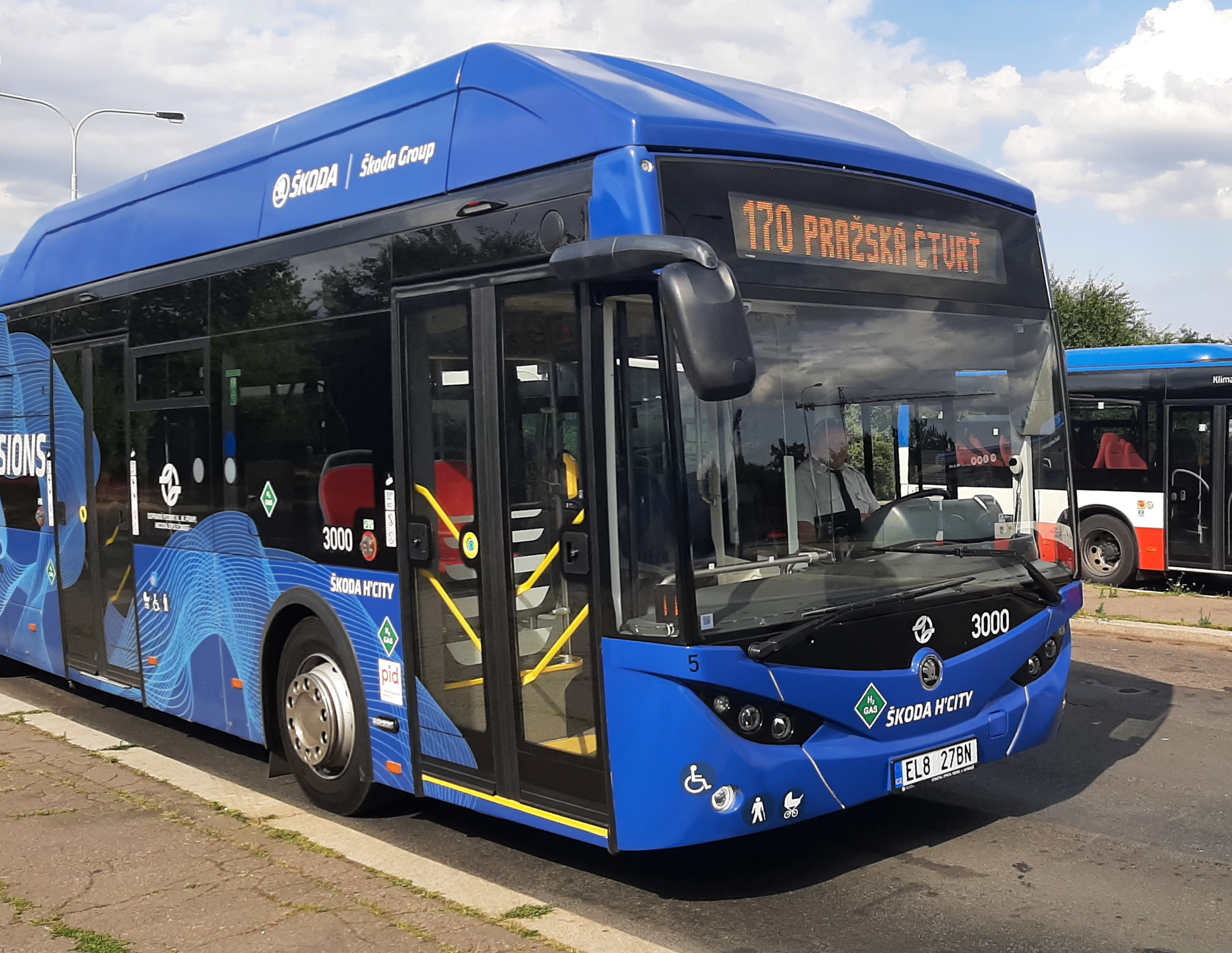
Prototyp autobusu wodorowego Škoda 36BB H’City 12 w Pradze

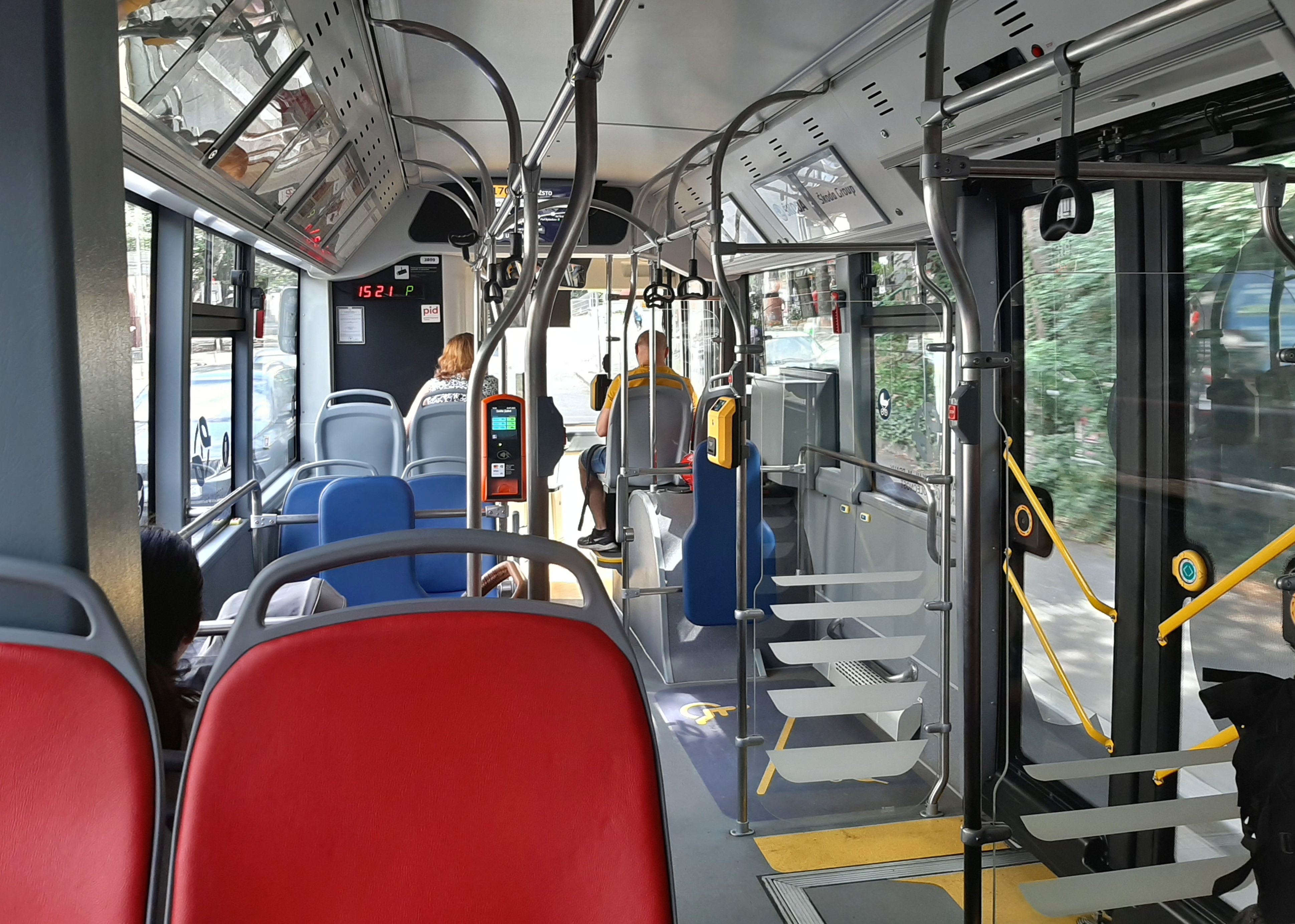
Wnętrze autobusu Škoda 36BB H’City 12

Prototyp autobusu wodorowego z napędem elektrycznym został wyprodukowany w 2022 r., przy czym zachowano oryginalne oznaczenie Škoda 36BB. Nadwozie pojazdu dostarczono do zakładu Škoda Electric w Pilźnie w pierwszym kwartale 2022 r. Zostało ukończone latem, a na początku września 2022 r. po raz pierwszy przetestowano zasilanie akumulatorowe. W tym samym miesiącu miała miejsce jego prezemtacja na targach InnoTrans w Berlinie.
Jesienią 2022 r. Škoda Electric wygrała przetarg praskiego Przedsiębiorstwa Komunikacyjnego na 24-miesięczny leasing autobusu wodorowego (z opcją na kolejne 24 miesiące). Pojazd 36BB, dostarczony w czerwcu 2023, otrzymał w Pradze numer 3000. Autobus przeznaczono do długoterminowej eksploatacji pilotażowej (dwa lata z możliwością przedłużenia o kolejne dwa lata), a jako odpowiednią linię wybrano linię 170, na której po raz pierwszy kursował z pasażerami 14 lipca 2023 r.